# Revista Catalana d'Ornitologia
La Revista Catalana d'Ornitologia (RCO) és una revista científica d'accés lliure publicada per l'Institut Català d'Ornitologia (ICO), que és una organització sense ànim de lucre dedicada a l'estudi dels ocells a Catalunya.
La RCO publica articles de recerca inèdits sobre qualsevol aspecte de l'ornitologia, incloent-hi manuscrits de revisió o plantejaments teòrics sobre les diverses branques d'aquesta disciplina científica.
La RCO accepta articles en català, castellà o anglès. Publica un únic volum annual, que està indexat a les principals bases de dades bibliogràfiques. El 2023 comptava amb 39 publicats. El 1981 es va començar a publicar com a Butlletí del Grup Català d'Anellament. I a partir del volum 19 (2002) ja consta oficialment com a RCO.